# Prisca Awiti Alcaraz
Prisca Guadalupe Awiti Alcaraz, född 20 februari 1996, är en mexikansk judoutövare.

## Karriär
Vid olympiska sommarspelen 2024 i Paris tog Awiti Alcaraz silver i 63 kg-klassen efter en finalförlust mot slovenska Andreja Leški.